# Gabrissa Hartman
Pour les articles homonymes, voir Hartman.
Gabrissa Hartman, née en 1974 ou 1975, est une avocate et femme politique nauruane.

## Biographie
Son enseignement secondaire s'effectue dans un internat catholique privé pour filles à Sydney, puis dans un internat pour filles presbytérien à Armidale, en Australie également. Elle étudie ensuite le droit au campus vanuatais de l'université du Pacifique Sud. Elle devient avocate, et greffier-adjointe au Parlement de Nauru,.
Petite-fille de l'ancien président de la République Derog Gioura, elle se présente sans succès comme candidate dans l'ancienne circonscription de ce dernier, Ubenide, aux élections législatives de 2016. Elle explique être une candidate indépendante, ne s'étant affiliée ni au gouvernement, ni au petit groupe d'opposition parlementaire. Bien que le régime autoritaire du président Baron Waqa a interdit l'utilisation de Facebook dans le pays, elle fait campagne principalement sur cette plateforme, considérant que la plupart des Nauruans y ont de fait toujours accès. Elle se présente à nouveau dans la circonscription d'Ubenide à l'occasion d'une élection partielle en janvier 2017, due à la mort du député (et ministre de la Santé) Valdon Dowiyogo. Elle est élue, devenant la troisième femme députée de l'histoire du pays, après Ruby Thoma dans les années 1980 et 1990 et Charmaine Scotty depuis 2013,,,.
En août 2018 elle est choisie pour représenter son pays aux festivités marquant le 10e anniversaire de l'indépendance auto-proclamée de la république d'Ossétie du Sud. Cet État du Caucase n'est reconnu que par la Russie, Nauru, le Nicaragua, le Venezuela et la Syrie.
Gabrissa Hartman perd son siège aux élections législatives d'août 2019, qui sont marquées par un important renouvellement du Parlement.